# 朝護孫子寺
朝護孫子寺（ちょうごそんしじ）は、奈良県生駒郡平群町信貴山にある信貴山真言宗の総本山の寺院。山号は信貴山。本尊は毘沙門天。「信貴山寺」とも称し、一般には「信貴山の毘沙門さん」として知られる。初詣や「寅まつり」（2月下旬）は多くの参拝客でにぎわう。神仏習合の名残から、境内には鳥居も並んでいる。

## 歴史

世界一福寅と本堂（左奥）

朝護孫子寺は、大和国（現・奈良県）と河内国（現・大阪府南東部）の境にそびえる生駒山地の南端に近い、奈良県側の信貴山の山腹に位置する。
当寺の創建について伝承では、敏達天皇11年（582年）に寅の年、寅の月、寅の日、寅の刻に四天王の一つである毘沙門天を聖徳太子が感得し、後にその加護によって物部守屋に勝利したことから、用明天皇2年（587年）7月3日に聖徳太子は自ら刻んだ毘沙門天を本尊として当寺を創建し、「信ずべき貴ぶべき山（信貴山）」と名付けたとする。また寺の至る所に張り子の虎が置かれているのは、その逸話に由来している。
延喜10年（910年）には中興である命蓮（みょうれん）上人によって伽藍が整備される。また、病であった醍醐天皇を命蓮が治癒したことから天皇によって「朝廟安穏・守護国土・子孫長久」の祈願寺とされ、「朝護孫子寺」の勅号を賜った。
寺に伝わる国宝『信貴山縁起絵巻』は、平安時代後期、12世紀の成立とされ、日本の絵巻物の代表作とされている。この絵巻は通常の社寺縁起絵とは異なって、朝護孫子寺の創建の経緯等については何も述べておらず、信貴山で修行していた聖（ひじり）の命蓮の奇跡譚が中心主題となっている。絵巻の中巻では延喜の帝（醍醐天皇）の病を命蓮が法力で治したという話が語られている。『信貴山縁起絵巻』の詞書とほぼ同様の説話が『宇治拾遺物語』にあり、『今昔物語』にも信貴山寺の草創に関する説話が収録されている（聖の名は『宇治拾遺物語』には「もうれん」、『今昔物語』には「明練」とある）。
平安時代末期に成立した歴史書『扶桑略記』の延長8年（930年）8月19日条には、「河内国志貴山寺住」の「沙弥命蓮」が醍醐天皇の病気平癒のため祈祷を行ったことが見える。なお、当時醍醐天皇の病気は相当進んでいたようで、1か月後の9月29日に死去しており、この点は説話と異なっている。なお、信貴山は大和国（奈良県）と河内国（大阪府）の境に位置し、朝護孫子寺の住所は奈良県であるが、『宇治拾遺物語』『扶桑略記』には「河内の信貴（志貴）」と表現されている。
以上のことから、醍醐天皇の時代、平安時代中期の10世紀頃には信貴山に毘沙門天を祀る庵があり、修行僧が住んでいたことは首肯される。
戦国時代には木沢長政によって信貴山頂に信貴山城が築かれた。天正5年（1577年）に同城の城主・松永久秀と織田信長の間で信貴山城の戦いが行われて久秀は滅亡し、当寺も堂塔六十余宇が全焼する。
慶長7年（1602年）に豊臣秀頼が本堂を再建し、慶長15年（1610年）には伽藍の再興が完成した。
1951年（昭和26年）、本堂が焼失するが、同年には高野山真言宗より独立して「信貴山真言宗」を創立している。1958年（昭和33年）には本堂が再建され、落慶法要が行われた。
戦いの神である毘沙門天を本尊とし、戦勝祈願の故事があることや、虎を守り神とすることから阪神タイガースの選手やファンが必勝祈願に訪れる。

## 境内
- 本堂（毘沙門堂） - 1958年（昭和33年）に再建された朱塗りの欄干をもつ舞台造り（懸造）の建物。1951年（昭和26年）に焼失した旧本堂は天正20年（1592年）に豊臣秀吉が、次いで慶長7年（1602年）に豊臣秀頼が片桐且元を奉行として再建し、江戸時代の延享3年（1746年）に改築されたものであった。本尊は秘仏で、秘仏は中秘仏と奥秘仏があり、中秘仏は通常毎年3回（1月、2月、7月）開帳が行われるが、奥秘仏は12年に1度の寅年に行われる結縁灌頂法要の時のみ開帳される。普段公開されている毘沙門天像は「お前立ち」（前立て本尊）である。前立本尊と中秘仏の像様はほとんど同じだが、奥秘仏はそれと異なり、宝冠をかぶり炎髪を生やした姿の像である。本堂真下は、暗闇の中を進んで心願成就を祈る「戒壇巡り」の場となっている[3]。1911年（明治44年）5月19日、文秀女王が本堂前に松を手植えた[4]。
- 霊宝館 - 国宝『信貴山縁起絵巻』（複製）をはじめとする寺宝を展示している。
- 経蔵堂 - 経厨子は回すことができる。
- 虚空蔵堂
- 鐘楼堂 - 貞享4年（1687年）再建。
- 多宝塔 - 元禄2年（1689年）建立。1882年（明治15年）に修復。
- 行者堂
- 星祭り本尊 - 8体の像が安置されている。
- 空鉢（くうはつ）護法堂（空鉢堂） - 信貴山雄嶽の頂にあり、かつての信貴山城本丸の天守台跡に建てられている。天正5年（1577年）10月に信貴山城の戦いの際に松永久秀が自害した場所である。
- 信貴山城跡（平群町指定史跡） - 信貴山雄嶽の北側の斜面は信貴山城の松永屋敷跡となっている。
- 目洗い地蔵
- 宝青院
- 奥之院 - 毘沙門天出現最初の地とされている。
- 飛倉館 - 宝庫。
- 三宝荒神堂
- 十三重石塔
- 弁天堂
- 弁財天の滝
- 聖徳太子騎馬像 - 聖徳太子が馬に乗りながら横笛を吹いている。北村西望作。
- かやの木稲荷
- 本坊 - 安政年間（1855年 - 1860年）大阪堂島の木綿屋梅蔵による寄進。1997年（平成9年）に改修。
  - 庫裏
  - 護摩堂
- 赤門 - 寛政5年（1793年）7月再建。
- 大寅 - 巨大な張り子の虎。世界一福寅と呼ばれる。
- 絵馬堂（納経所） - 安政年間（1855年 - 1860年）大阪堂島の木綿屋梅蔵による寄進。
- 開山堂 - 享保17年（1722年）建立。四国八十八箇所の各本尊も祀っている。
- 命蓮塚（平群町指定史跡） - 命蓮の墓。
- 剱鎧護法堂 - 醍醐天皇の枕元に出現した剱鎧童子を祀る。
- 信貴山観光ｉセンター
- 猪上神社 - 祭神：天足彦国押人命。信貴山の総鎮守で式内社。1922年（大正11年）に現在地に移される。
- 仁王門 - 宝暦10年（1760年）再建。1881年（明治14年）に大修理され、1922年（大正11年）に現在地に移される。
- 千体地蔵
- 白虎の像
- 開運橋（国の登録有形文化財） - 境内の外にある橋。1931年（昭和6年）12月竣工。全長約106メートル、幅約4メートル、トレッスル橋脚を持つ日本最古のカンチレバー橋。
- 郵便ポスト - 成福院前にある丸型ポストを寅年である2022年（令和4年）の1年間限定で、虎にちなみ黄色と黒色の虎模様に着色[5][6]。

### 塔頭
- 千手院 - 信貴山真言宗大本山。朝護孫子寺の最古の塔頭。宿坊。
  - 護摩堂 - 毘沙門三尊（毘沙門天・吉祥天・禅尼師童子）、不動明王、二十八使者、十一面観音、双身毘沙門天、阿弥陀如来、宝生如来、地蔵尊などを祀る。
  - 観音堂 - 十一面観音を祀る。
  - 銭亀堂 - 銭亀善神を祀る。
  - 庫裏
  - 書院　
  - 庭園
  - 十三重石塔
  - 大悲閣（信徒会館四階） - 千手観音、弘法大師、大黒天を祀る。
  - 表門
- 玉蔵院 - 信貴山真言宗大本山。宿坊。
  - 融通堂 - 如意宝珠を祀る。
  - 三重塔
  - 地蔵菩薩坐像 - 日本一大地蔵尊と呼ばれる。
  - 金集弁財天
  - 浴油堂 - 秘仏の双身毘沙門天を祀る。
  - 富貴閣
  - 庫裏
  - 表門
- 成福院 - 塔頭。信貴山真言宗大本山。宿坊。
  - 融通殿 - 後嵯峨天皇の念持仏であった如意宝珠（如意融通宝生尊）を祀る。
  - 尊天堂
  - 三福神堂
  - 修行大師像 - 寅大師と呼ばれる。
  - 大黒堂
  - 鎮宅霊符神
  - 信徒会館 - 客殿、宿坊。1970年（昭和45年）築。全室和室で祈祷や法話などを聞くことができる場合もある。
  - 石室十三仏（平群町指定有形文化財）
  - 庫裏
  - 表門

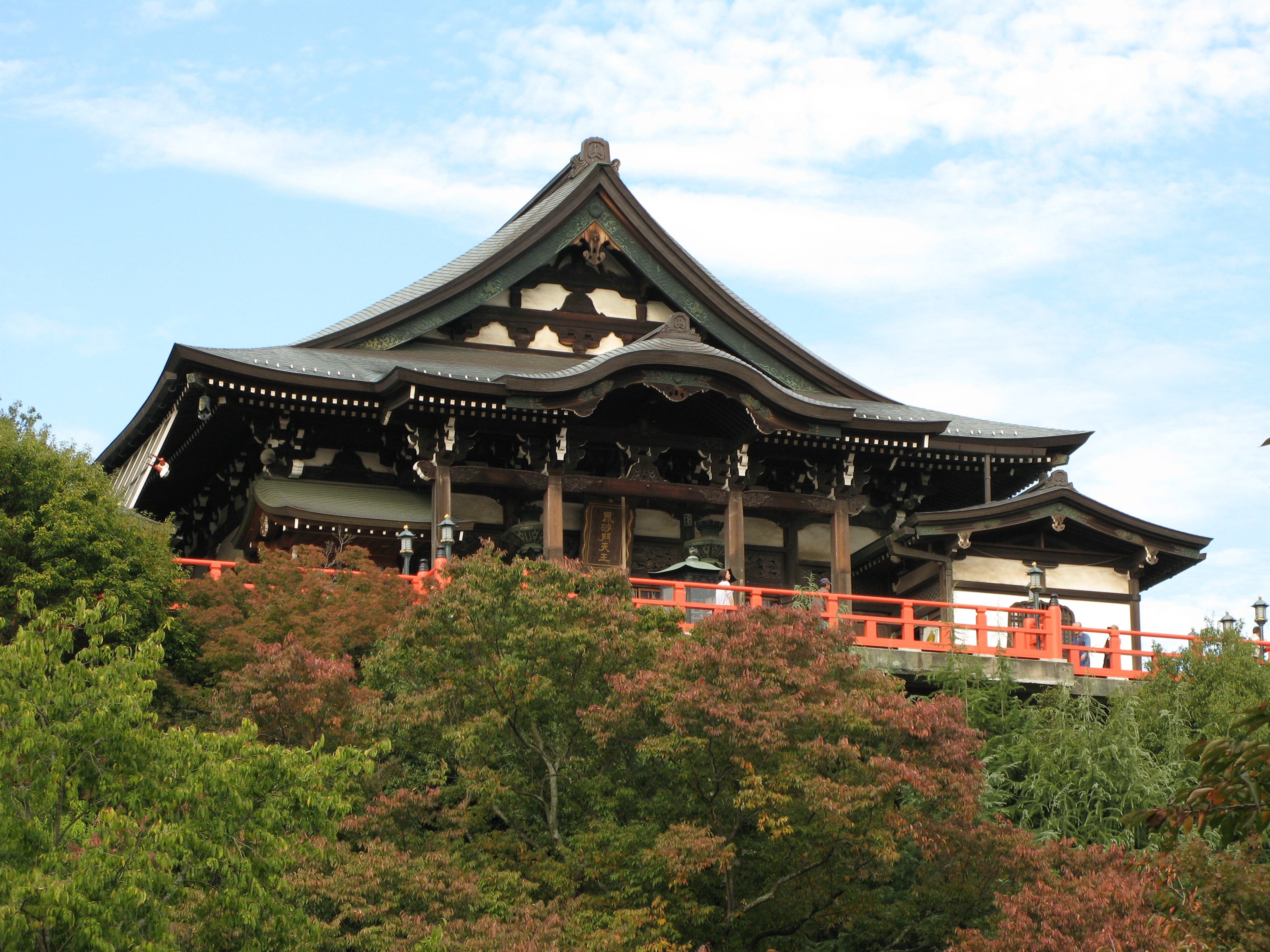
本堂
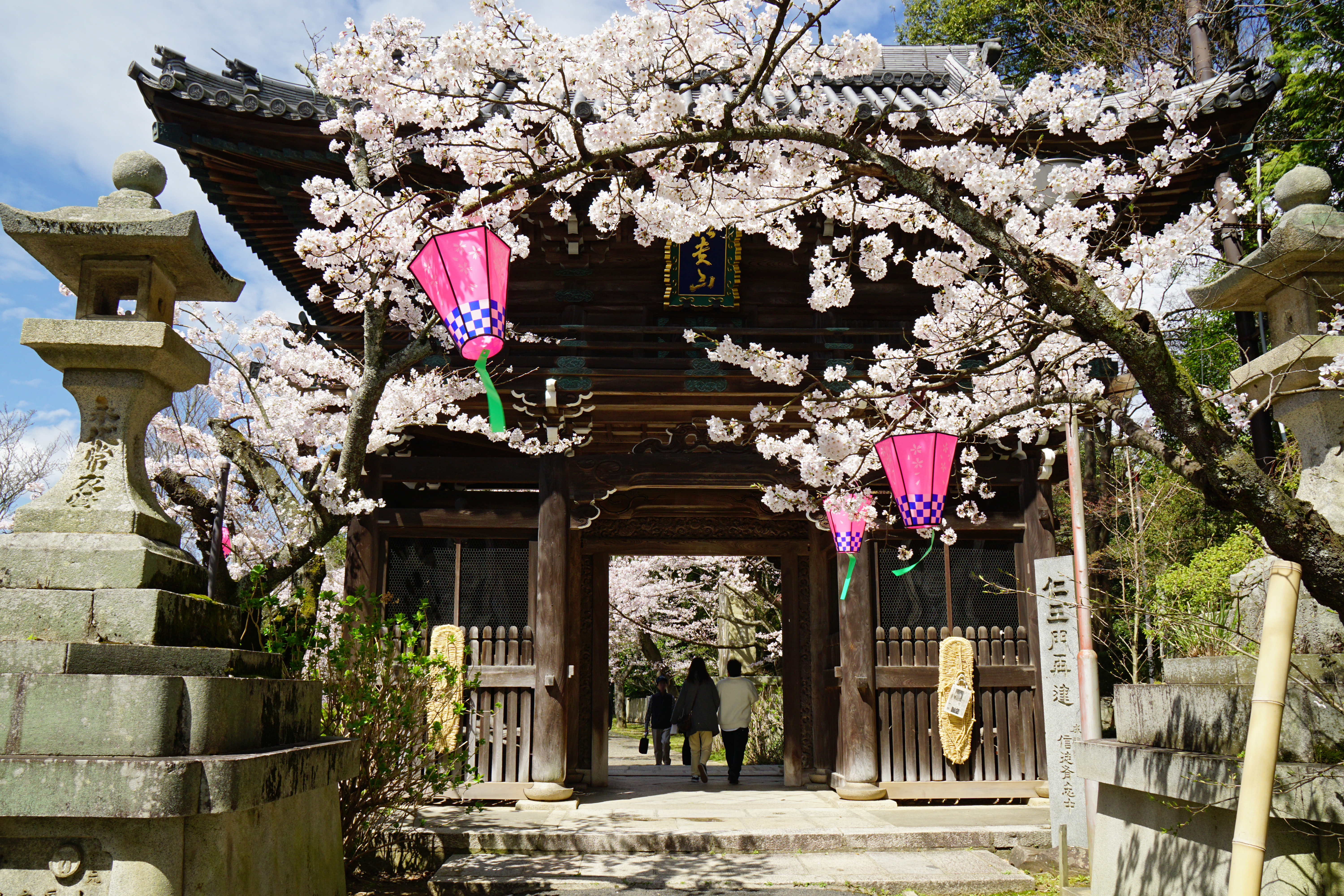
仁王門
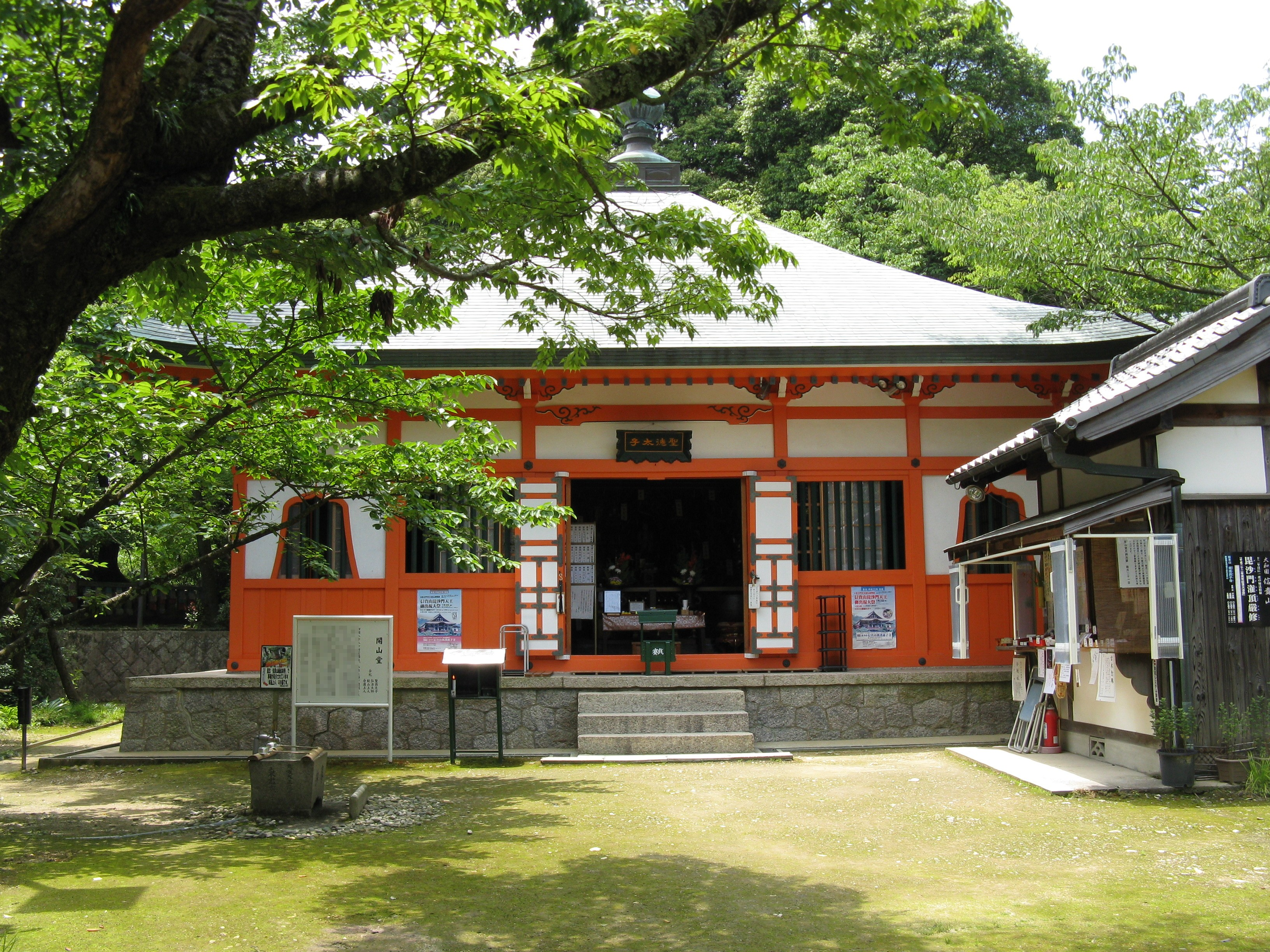
開山堂
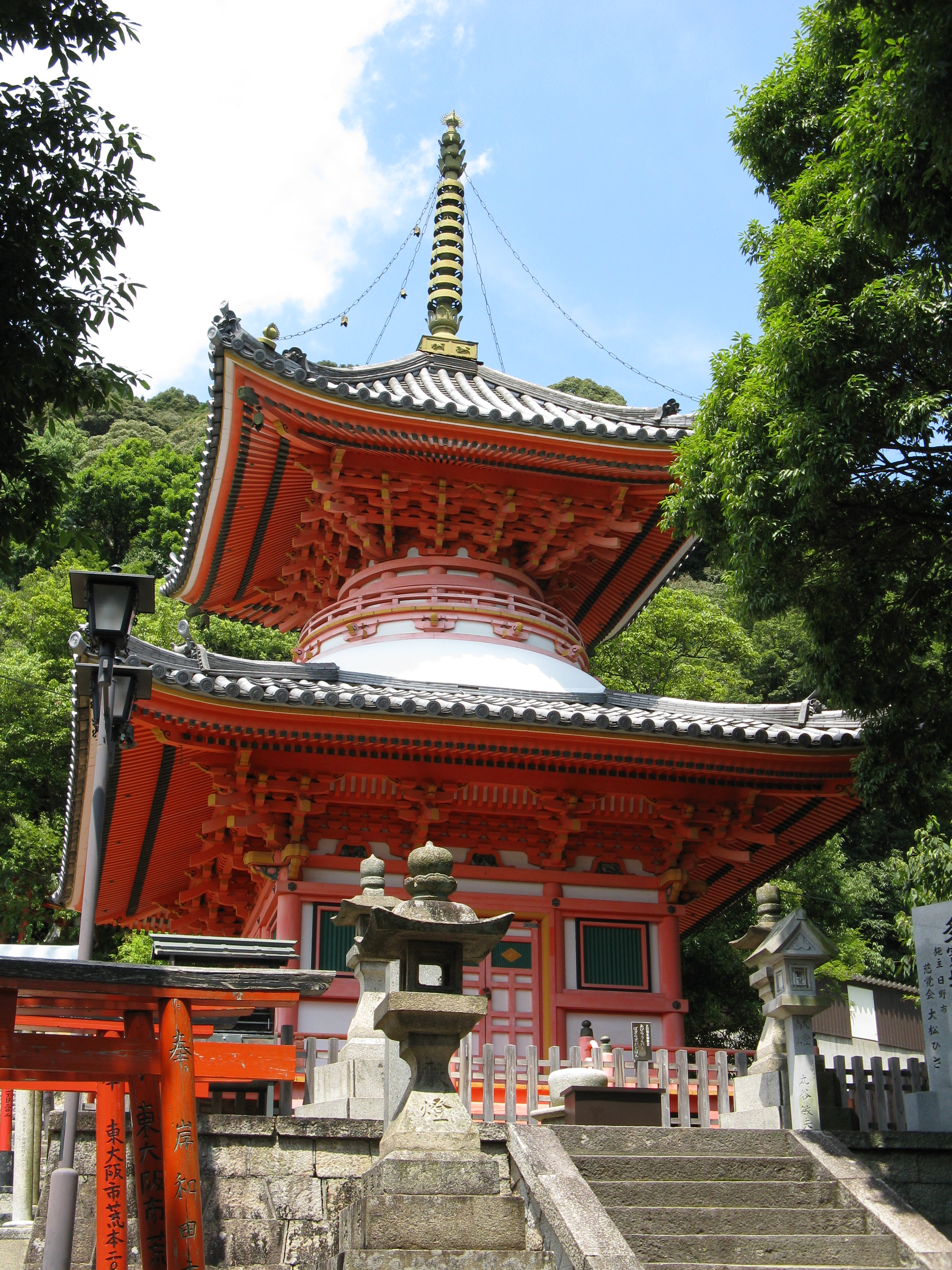
多宝塔
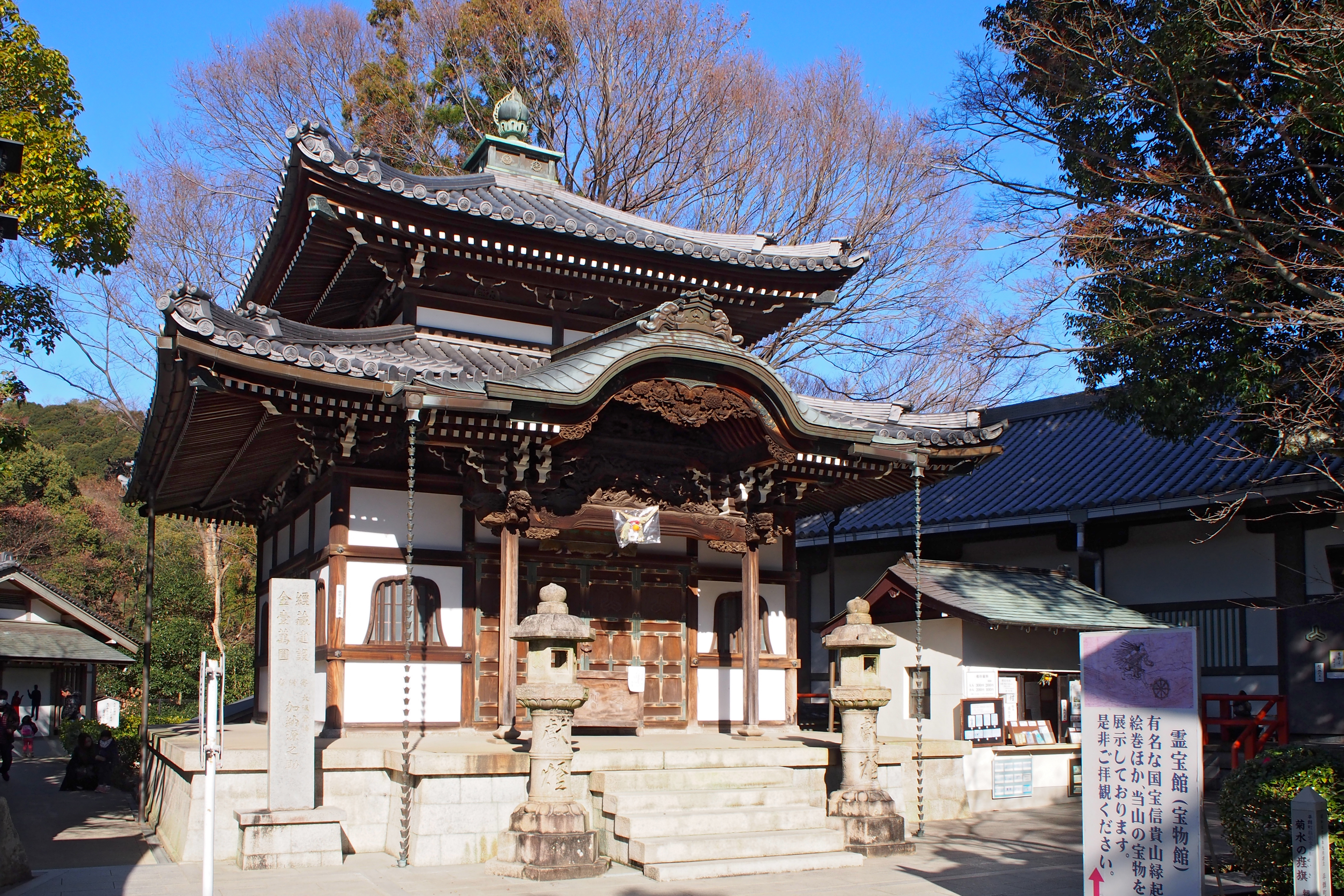
経蔵堂
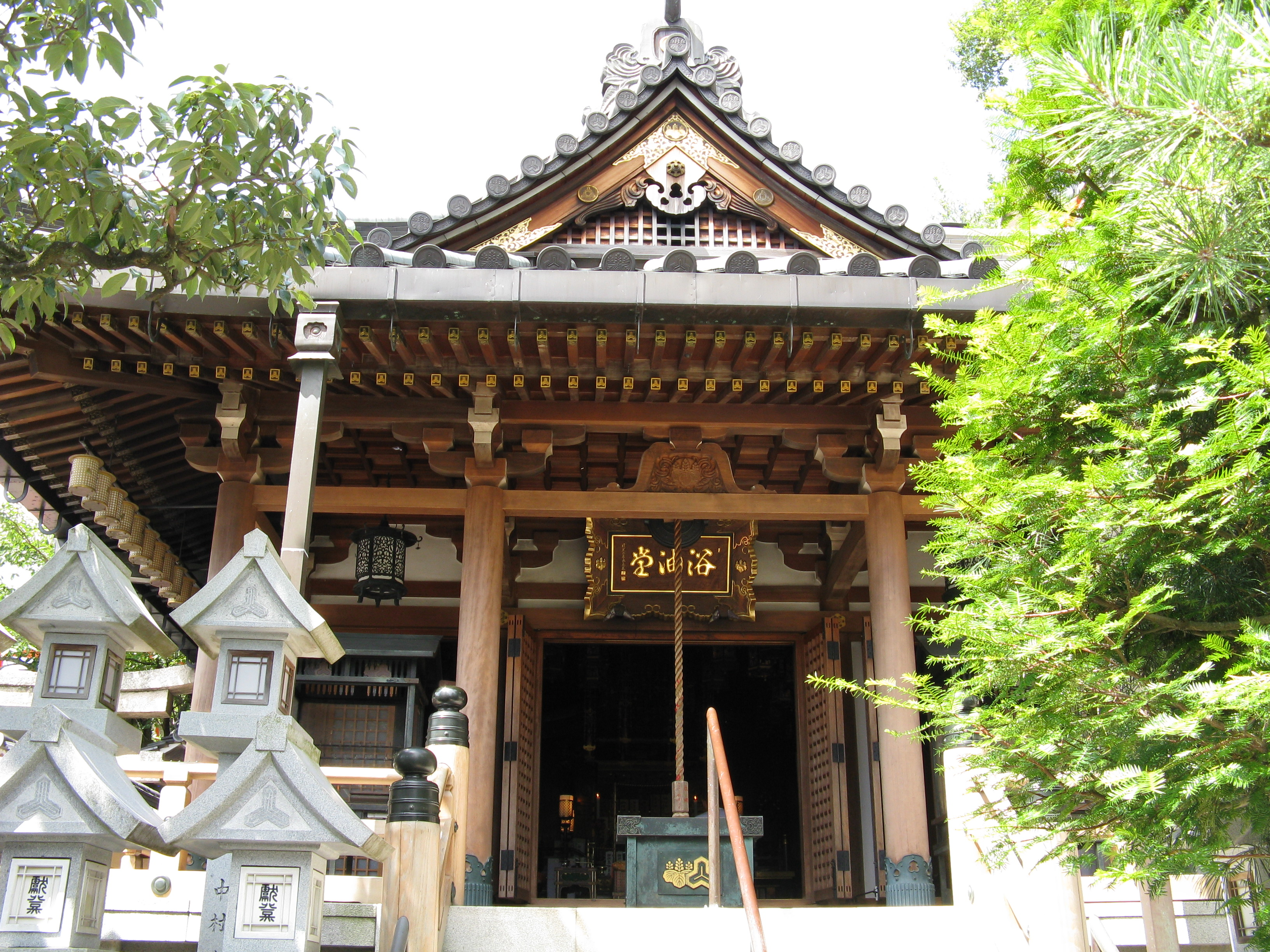
玉蔵院 浴油堂
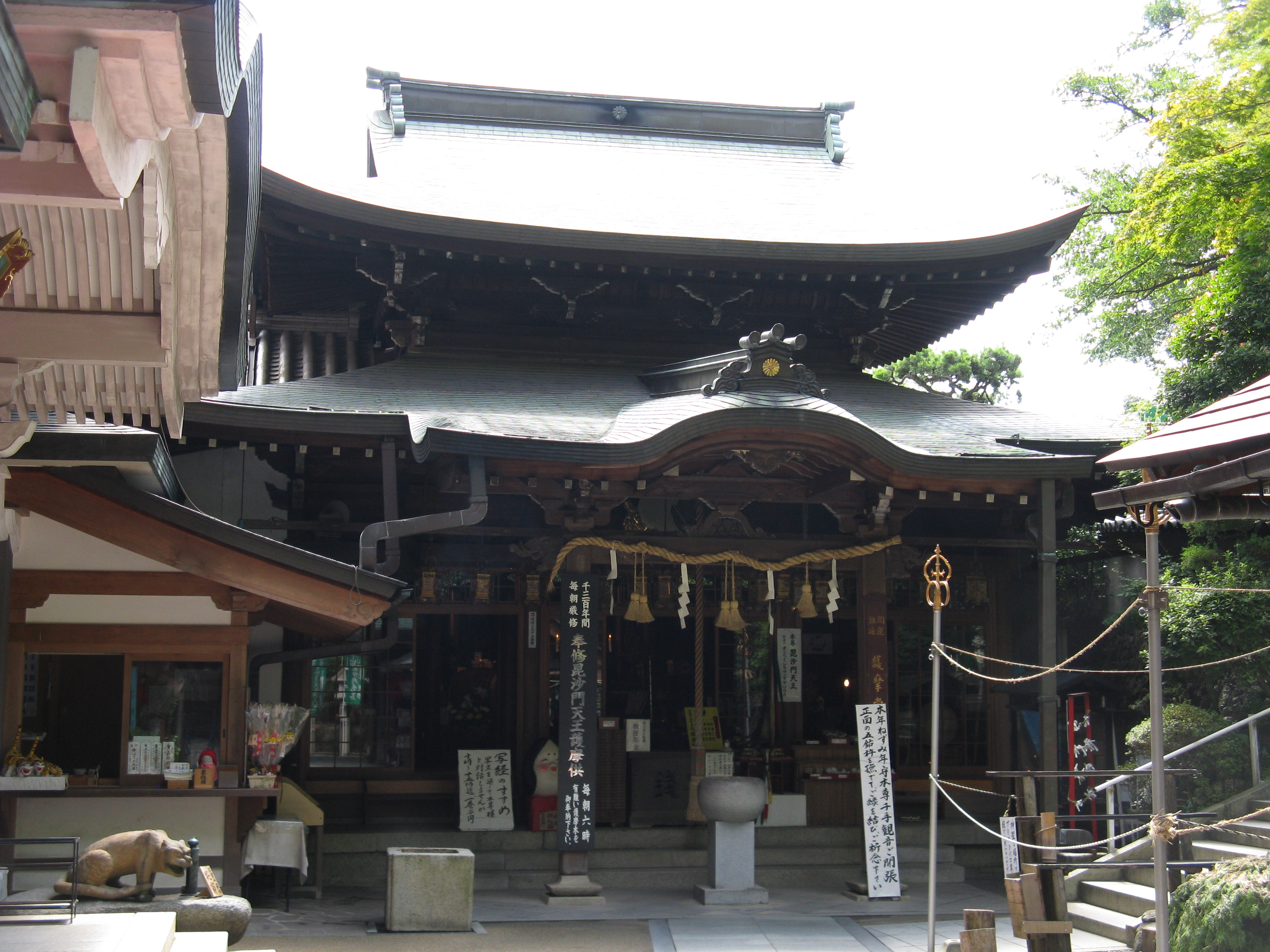
千手院 護摩堂
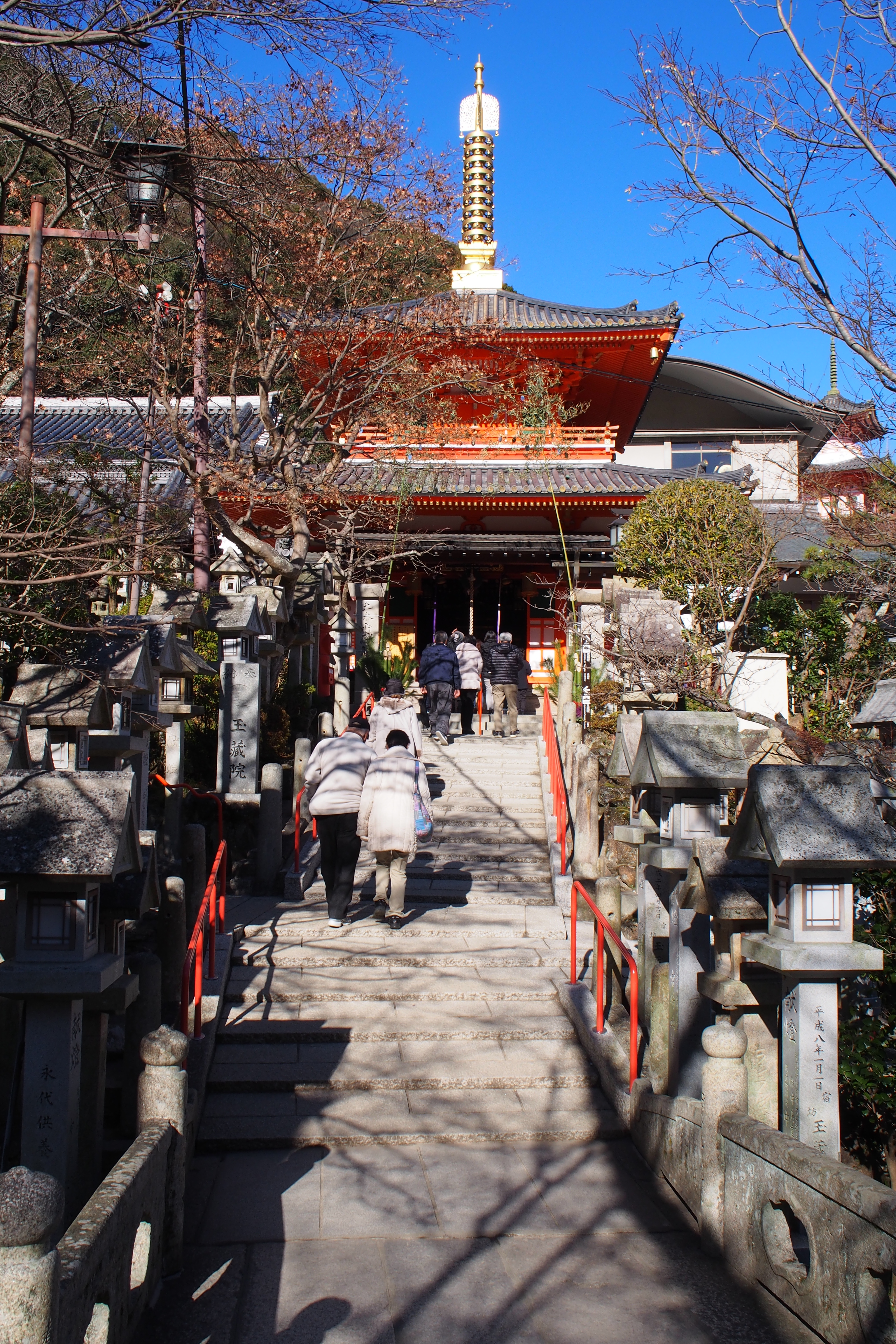
成福院 融通殿
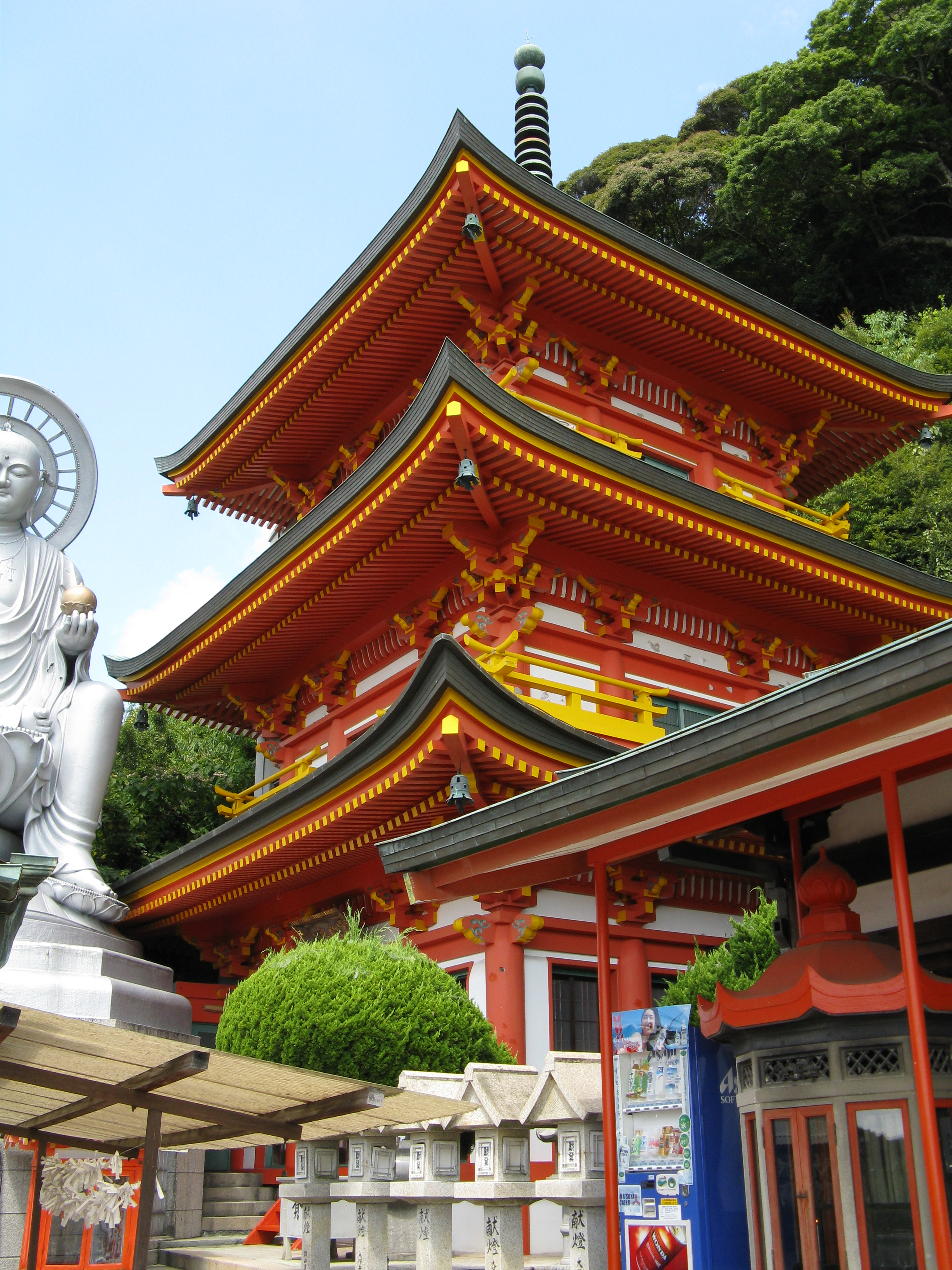
玉蔵院 三重塔

## 文化財

### 国宝
- 紙本著色信貴山縁起絵巻 - 平安時代中期に信貴山で修行した命蓮上人に関する説話を描く。「山崎長者の巻」「延喜加持の巻」「尼公の巻」の3巻からなる絵巻。作者は不明ながら、人物の表情や躍動感を軽妙な筆致で描いた絵巻の一大傑作である。原本は奈良国立博物館に寄託され、霊宝館では複製を展示している。国宝は年に一度、一巻を公開している。詳しい解説は信貴山縁起の項を参照。

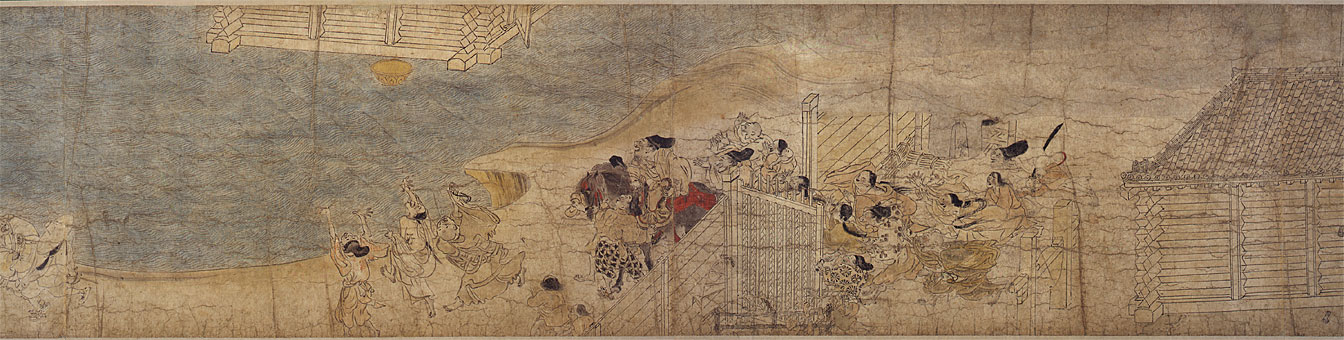
信貴山縁起絵巻「山崎長者の巻」より、鉢に乗って空を飛んでいく倉、驚いて後を追う人々

### 重要文化財
- 金銅鉢 延長7年銘
- 武器類 兜、袖、喉輪

### 奈良県指定有形文化財
- 銅造毘沙門天立像 - 平安時代後期、西域に起源を持ついわゆる兜跋毘沙門天の特徴を備える。
- 舞楽面 二面（石川・退宿徳）
- 銅作 信貴形（志貴形）水瓶

### 平群町指定有形文化財
- 菊水の旌旗
- 石室十三仏 - 成福院所有。

### 平群町指定史跡
- 命蓮墓
- 信貴山城跡

## 前後の札所
真言宗十八本山
13 宝山寺　-　14 朝護孫子寺　-　15 西大寺
聖徳太子霊跡
19 達磨寺　-　20 朝護孫子寺　-　21 平隆寺
役行者霊蹟札所
大和十三仏霊場
10 霊山寺　-　11 朝護孫子寺塔頭玉蔵院　-　12 円成寺
大和北部八十八ヶ所霊場
44 地蔵寺　-　45 朝護孫子寺多聞院　-　46 朝護孫子寺　-　47 持聖院
大和七福八宝めぐり（毘沙門天）
神仏霊場巡拝の道
29 宝山寺　-　30 朝護孫子寺　-　31 廣瀬大社

## 関連書籍
『信貴山の昔話ー千手院代々記ー』 田中真啓解説 信貴山千手院刊
江戸時代から現代までの信貴山の歴史を詳説する。
『一目でわかる 毘沙門信仰の手引き』信貴山千手院編 国書刊行会発売
信貴山の毘沙門信仰や行事などをわかりやすく説明する入門書。

## アクセス

### 公共交通機関の場合
- JR大和路線「王寺駅」から奈良交通バス信貴山門行きで信貴大橋下車、約5分。(近鉄生駒線「信貴山下駅」から奈良交通バス)
- 近鉄大阪線「河内山本駅」から信貴線で、「信貴山口駅」にてケーブルカーに乗り換え、「高安山駅」より近鉄バスに乗り換え、信貴山門下車

### 自家用車の場合
- 阪奈道路の生駒登山口から信貴生駒スカイラインにて。
- 柏原市道信貴大県線： 国道170号（旧道）の大県南交差点（柏原市）を東へ、高尾山頂、信貴山のどか村付近を経て信貴山門付近に至る。
- 奈良県道236号信貴山線にて。
- 大阪府道183号本堂高井田線にて。
- 駐車料金500円（乗用車／1日1回）